# Most Piastowski w Brzegu
Most Piastowski w Brzegu – kratownicowy most drogowy na Odrze zbudowany w Brzegu w miejscu starszego Mostu Odrzańskiego poważnie uszkodzonego w trakcie II wojny światowej w styczniu 1945 roku. Został oddany do użytku w 1954 roku. Przez most przebiega droga krajowa nr 39 w kierunku Namysłowa.

## Opis
Most Piastowski wyglądem nie przypomina wcześniejszego Mostu Odrzańskiego otwartego w 1895 roku. Do budowy Mostu Piastowskiego wykorzystano dwa przęsła wiślanego Mostu fordońskiego zbudowanego w roku 1891. Pierwotnie należały one do kolejowej przeprawy położonej nad terenem zalewowym przy Wiśle. Zostały one wykonane przez firmę Harkot z Duisburga. Przęsła te w latach 50. XX w. przeniesiono z Bydgoszczy do Brzegu. Autorem projektu był inż. Waldemar Uchański.
Most Piastowski został zbudowany w latach 1953–1954. Utworzono go z kątowników stalowych tworzących konstrukcję kratownicową typową dla końca XIX w. Jest to most dwuprzęsłowy wsparty na jednym centralnym filarze. Ma długość 120,2 m.
Obok mostu w górę rzeki przy niskim stanie wody są widoczne pozostałości tymczasowej drewnianej przeprawy saperskiej która funkcjonowała do 1954 roku. Została ona zbudowana w miejscu starego Mostu Odrzańskiego z 1844 roku, którego murowane filary wysadzono i rozebrano w latach 1896–1897 po zakończeniu budowy nowego Mostu Odrzańskiego.